# Киршино (Косинский район)
Киршино — деревня в Косинском районе Пермского края. Входит в состав Левичанского сельского поселения. Располагается южнее районного центра, села Коса. Расстояние до районного центра составляет 44 км. По данным Всероссийской переписи населения 2010 года, в деревне проживало 9 человек (2 мужчины и 7 женщин).

## История
До Октябрьской революции населённый пункт Киршино входил в состав Чураковской волости, а в 1927 году — в состав Лямпинского сельсовета. По данным переписи населения 1926 года, в деревне насчитывалось 28 хозяйств, проживало 169 человек (67 мужчин и 102 женщины). Преобладающая национальность — коми-пермяки.
По данным на 1 июля 1963 года, в деревне проживало 166 человек. Населённый пункт входил в состав Чураковского сельсовета.